# كهوف زين شوني
كهوف زين شوني (بالإنجليزية: Zane Shawnee Caverns)‏؛ هي مجموعة من الكهوف التي تقع في مقاطعة لوغان في الولايات المتحدة.

## السياحة
تعد «كهوف زين شوني» إحدى مواقع الجذب السياحي في مقاطعة لوغان في ولاية أوهايو الأمريكية.